# منتخب تايلاند تحت 17 سنة لكرة القدم
منتخب تايلاند تحت 17 سنة لكرة القدم (بالتايلندية: ฟุตบอลทีมชาติไทยรุ่นอายุไม่เกิน 17 ปี)‏ هو ممثل تايلاند الرسمي في المنافسات الدولية في كرة القدم في فئة كرة قدم تحت 17 سنة للرجال، يديريه اتحاد تايلاند لكرة القدم.